# Mi niña bonita (canción)
Mi niña bonita es una canción y el sencillo principal de Chino & Nacho para su segundo album de estudio del mismo nombre. Esta canción tiene dos videos musicales, una versión original latinoamericana y una versión estadounidense. El remix oficial presenta al dúo Puertorriqueños Angel & Khriz.

## Vídeo musical
El video musical original está en una escuela secundaria. Se trata de un interés amoroso entre Nacho y una chica. La otra versión está ambientada principalmente en una estación de radio. Ambos tienen el gesto con la mano de la canción. Ambos se pueden encontrar en el canal VEVO de Chino & Nacho en YouTube.

## Versiones y Remixes

### Versiones
- Mi Niña Bonita (Versión Original)
- Mi Niña Bonita (Versión de EE. UU.)

### Remixes
- Mi Niña Bonita (Urban Remix) (con Angel & Khriz)
- Mi Niña Bonita (Dance Remix)
- Mi Niña Bonita (Banda Remix) (con Dareyes de la Sierra)
- Mi Nina Bonita (DJ Tigerlily Remix) (con Calle da Cristiano Ronaldo 7)

## Listas

### Listas semanales
| Lista (2010)                            | Mejor posición |
| --------------------------------------- | -------------- |
| Estados Unidos (Bubbling Under Hot 100) | 4              |
| Estados Unidos (Hot Latin Songs)        | 1              |
| Estados Unidos (Tropical Airplay)       | 1              |

### Listas de fin de año
| Lista (2010)                                       | Posición |
| -------------------------------------------------- | -------- |
| Canciones latinas populares de EE. UU. (Billboard) | 5        |